# Walberberg
Walberberg ist ein Stadtteil von Bornheim im Rhein-Sieg-Kreis in Nordrhein-Westfalen. Er liegt im Vorgebirge zwischen Köln und Bonn, mit jeweils zwölf Kilometern Luftlinienentfernung zu deren Innenstädten, und ist durch die Autobahn 553 sowie die Vorgebirgsbahn gut an diese angebunden.

## Geographie
Walberberg liegt als nordwestlichster Stadtteil von Bornheim an der Grenze zur Stadt Brühl und deren Stadtteil Badorf mit dessen Ortsteilen Eckdorf und Geildorf auf einem von Osten nach Westen zur Ville ansteigenden Gelände zwischen 70 und 140 m ü. NHN, wobei sich der untere Teil Walberbergs naturräumlich innerhalb der Kölner Bucht noch der Brühler Lössplatte, einer lössbedeckten Mittelterrassenplatte zwischen dem Nordwesten Bonns und dem Norden Hürths, zuordnen lässt. Unmittelbar nordöstlich schließt sich der Brühler Stadtteil Schwadorf an.
Im Westen ist der Stadtteil komplett von den Villewäldern des Naturparks Rheinland umgeben. Entlang des nördlichen Ortsrands verläuft der Holzbach, der im Unterlauf auch als Rheindorfer Bach bekannt ist und in der Nähe des Berggeistweihers entspringt. Südlich von Walberberg folgt der Ortsteil Trippelsdorf des Bornheimer Stadtteils Merten, von Walberberg durch den Siebenbach sowie Weideland und Forstflächen getrennt.
| Eckdorf zu Brühl im Rhein-Erft-Kreis     | Geildorf zu Brühl im Rhein-Erft-Kreis        | Schwadorf zu Brühl im Rhein-Erft-Kreis  |
| Badorf zu Brühl im Rhein-Erft-Kreis      |                                              | Sechtem zu Bornheim im Rhein-Sieg-Kreis |
| Weilerswist Gemeinde im Kreis Euskirchen | Trippelsdorf zu Bornheim im Rhein-Sieg-Kreis | Merten zu Bornheim im Rhein-Sieg-Kreis  |

## Geschichte

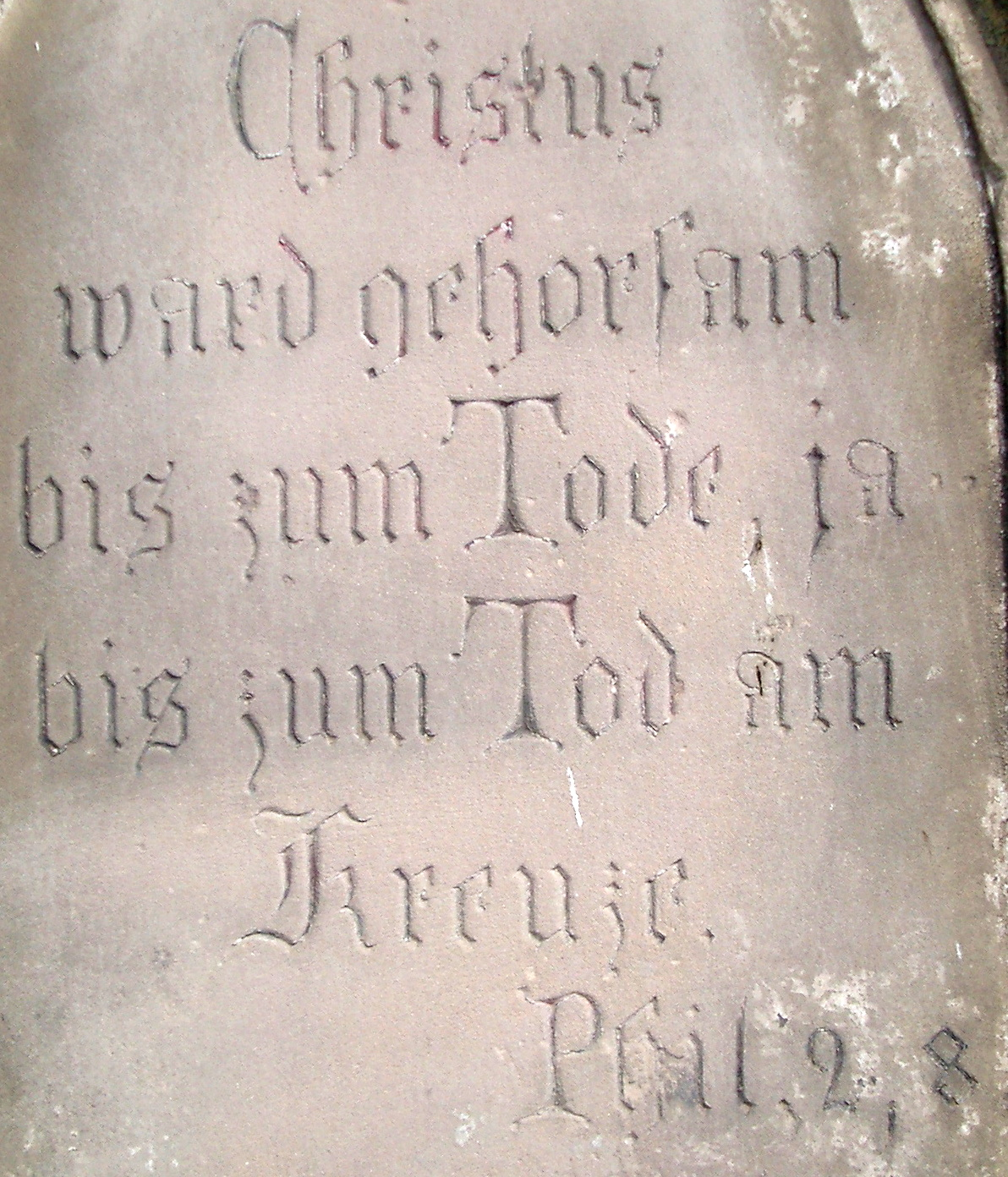
Alte Inschrift
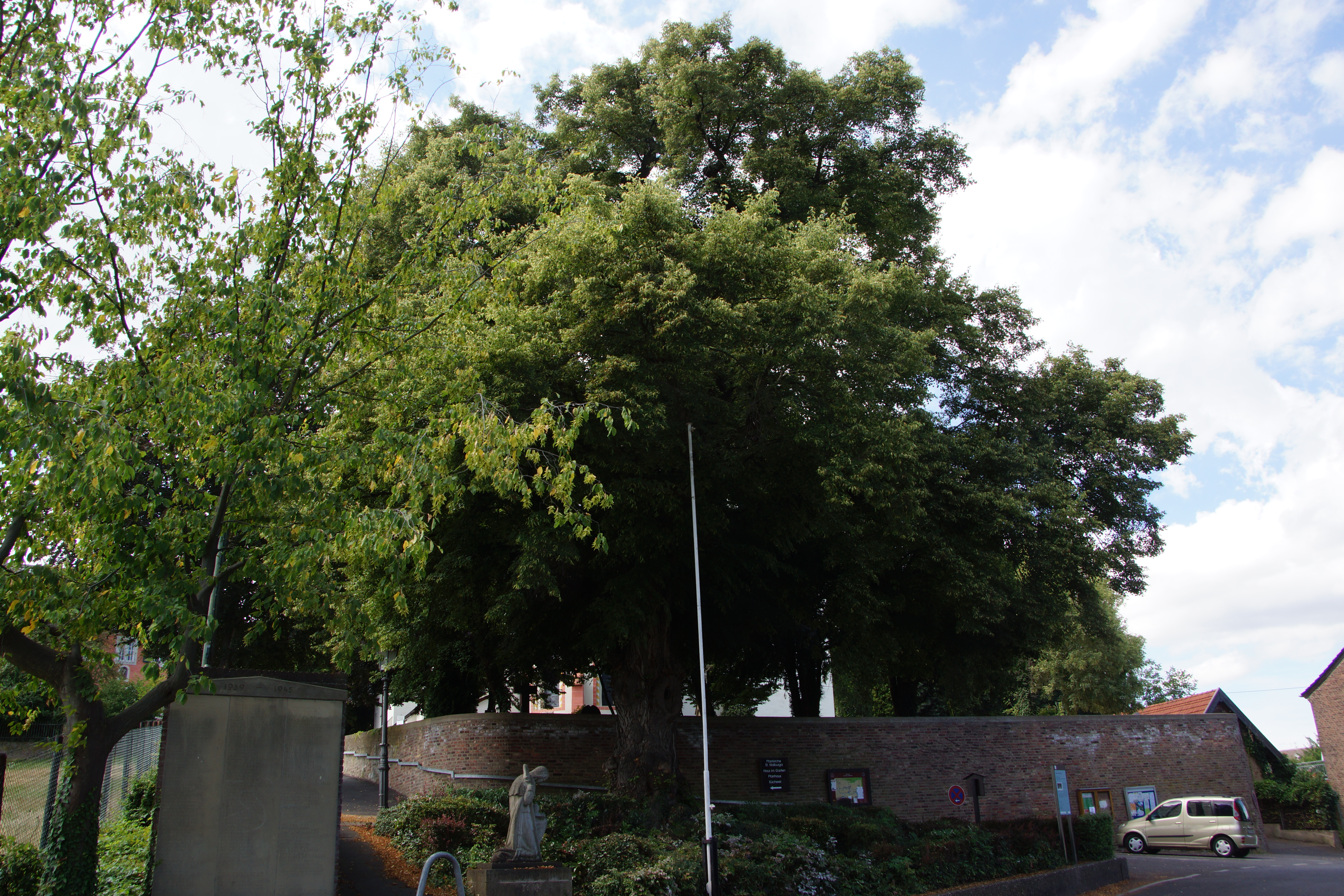
Gerichtslinde

Urkundlich erwähnt wurde der Ortsname von Walberberg erstmals als Mons Sanctae Walburgis in den Annales Rodenses. Anlass war die Schenkung eines in Walberberg angelegten Weinberges an die Abtei Klosterrath.
Allerdings hatte bereits 962 der Kölner Erzbischof Bruno in einer Urkunde unter anderem zwei Hufen in Berge an das Stift der heiligen Caecilia in Köln vermacht. Es ist daher davon auszugehen, dass mit Berge oder Berech, wie synonym erwähnt wird, das heutige Walberberg gemeint war, da die Reliquien der heiligen Walburga, die nach der Überlieferung der Kirche und der Anhöhe den Namen gegeben haben sollen, erst um 1069 auf Veranlassung des Kölner Erzbischofs Anno II. von Eichstätt nach Walberberg überführt worden waren. Hierbei soll es sich um die Hirnschale und den Stab der heiligen Walburga gehandelt haben. Ferner wird im Volksmund Walberberg noch heute als Berch bezeichnet. Aber auch die Angaben aus der Schenkungsurkunde von 962 sprechen dafür, dass mit Berge oder Berech die hiesige Ortsansiedlung gemeint war, aus der sich im Lauf der Jahre das heutige Walberberg entwickelte.
Der Großteil der Hangfläche Walberbergs war von der Römerzeit bis ins 18. Jahrhundert mit Weinstöcken versehen. Der in Walberberg angebaute Wein wurde überwiegend von den Winzern nach Köln und Bonn veräußert. Aus den unverkauften Restbeständen wurde, ab 1388 urkundlich belegt, der sogenannte Bleichert hergestellt. Der blassrötliche Wein war im Vorgebirge sehr beliebt und wurde lediglich in den lokalen Wirtshäusern ausgeschenkt. Neben Weinerzeugnissen brannte man in Walberberg im Privaten seit jeher auch Schabau, klaren hochprozentigen Schnaps. Darüber hinaus befindet sich noch heute an der Walberberger Oberstraße eine Brauerei, die neben herkömmlichen Biersorten sogenanntes Craftbeer herstellt.
In Walberberg steht eine alte Linde, die als Gerichtslinde bekannt ist. Die erste urkundliche Erwähnung einer Linde an diesem Platz ist in einem Vertrag von 1478 zu finden: „Diß ist geschehen in dem Dorfe Walberberg op dem Kirchhoff gegen der Linde“.
Bis ins frühe 19. Jahrhundert stand Walberberg unter dem Einfluss Kölns sowie Brühls. Landesherrlich gehörte der Ort bis 1798 zum Kölner Domkapitel im Kurfürstentum Köln und war Sitz der gleichnamigen Herrlichkeit im kurkölnischen Amt Brühl, zu der auch die Kitzburg und die Rheindorfer Burg gehörten. Auch Während der Franzosenzeit zwischen 1798 und 1814 gehörte Walberberg zum neu geschaffenen Verwaltungsbezirk Köln und war Teil des Kantons Brühl.
1814 gelangte Walberberg an das Königreich Preußen und gehörte mit den heutigen Bornheimer Stadtteilen Merten, Rösberg und Sechtem zur Bürgermeisterei Sechtem, die ab 1816 Teil des Landkreises Bonn war. Die neue preußische Obrigkeit belegte ab 1820 den örtlichen Anbau von Wein und Verkauf von alkoholischen Erzeugnissen mit Steuern und Zöllen. Auf diese Weise sollte in Walberberg und der Umgebung der Anbau von Obst und Gemüse gefördert werden, um vor allem die Lebensmittelversorgung der lokalen Bevölkerung sicherzustellen. 1858 wurde schließlich der letzte Weingarten in Walberberg gerodet.
Unter den Nationalsozialisten wurde die Walberberg übergeordnete Bürgermeisterei Sechtem 1935 zur Gemeinde Sechtem umstrukturiert und kurz darauf dem Amt Bornheim zugeordnet. Im Zuge der nach dem Zweiten Weltkrieg erforderlich gewordenen Kommunalreform und Gründung des Rhein-Sieg-Kreises, wurde Walberberg 1969 als Teil der Gemeinde Sechtem der nun neu gebildeten amtsfreien Gemeinde Bornheim zugeordnet. Seit diese 1981 eigene Stadtrechte besitzt, ist Walberberg ein Stadtteil Bornheims.

## Wappen
Walberberg führt ein eigenes Wappen. Es zeigt im gespaltenen Schild heraldisch rechts auf schwarzem Grund einen goldenen Adler, links auf silbernem Grund ein schwarzes Kreuz. Mittig wird es durch die Darstellung der heiligen Walburga ergänzt. Der Adler ist dem Wappen der Edelherren von Saffenburg entnommen, die über die Rheindorfer Burg herrschten. Das Kreuz verweist wiederum auf die frühere Zugehörigkeit des Ortes zum Kurfürstentum Köln.

## Tourismus
Neben zahlreichen architektonischen Sehenswürdigkeiten werden in Walberberg vier Hotels mit entsprechenden Gastronomien betrieben. Direkt an der Ortsgrenze Walberbergs befindet sich zudem im benachbarten Brühler Stadtteil Badorf der Freizeitpark Phantasialand mit weiteren drei an das Freizeitparkgelände angegliederten Hotels.
Unmittelbar durch Walberberg führt der Römerkanal-Wanderweg, entlang der von den Römern erbauten Eifelwasserleitung. Von Köln über Brühl führt des Weiteren der Jakobs-Pilgerweg über Bad Münstereifel nach Santiago de Compostela in Spanien.

### Sehenswürdigkeiten
|                   | Bornheim-Walberbergvon NW, Wahrzeichen Hexenturm und Pfarrkirche St. Walburga. |
|                   | Pfarrkirche St. Walburga mit romanischem Taufbecken aus dem 13. Jahrhundert, älteste Teile aus dem frühen 11. Jahrhundert, Nachfolgebau der Eigenkirche einer fränkischen Grundherrschaft aus dem 8. Jahrhundert. Diese Saalkirche gehörte zu den seltenen ländlichen Sakralbauten, die bereits in dieser Zeit aus Stein und nicht aus Holz errichtet wurden. Im Mittelalter war der Kirchenbau die Klosterkirche für die Zisterzienserinnen, die 250 Jahre lang (von 1197 bis 1447) das Leben in Walberberg prägten. Im Pfarrgarten sind noch heute Mauerreste des ehemaligen Klosters vorhanden, das wahrscheinlich in den Wirren des Truchsess'schen Krieges (1583 bis 1588) bzw. während des Dreißigjährigen Krieges (1618 bis 1648) zerstört worden war. |
|                   | Hexenturmfünfgeschossiger Rundturm nördlich der Pfarrkirche, wurde Ende des 12. bzw. Anfang des 13. Jahrhunderts errichtet und diente den Besitzern als Wohnturm. Die Bezeichnung Hexenturm tauchte erstmals 1817 auf. Der kreisrunde Turm zeigt bei einer Gesamthöhe von 21 m. Der Turmaußendurchmesser beträgt über alle Geschosse 8,60 m. Die massive Umfassungsmauer weist im Erdgeschoss eine Stärke von 2,20 m auf, die sich geschossweise bis auf eine Stärke von 0,90 m im abschließenden Turmgeschoss verjüngt. Die Rücksprünge der Innenwand bilden das Auflager für die Geschossdecken. |
|                   | RömerkanalRelikt an der Walburgisstraße (an der Grundschule gegenüber der Pfarrkirche), die lichte Höhe beträgt ca. 120 cm, die lichte Breite ca. 80 cm. Die römische Wasserleitung (Bauzeit zwischen 70 und 90 n. Chr.) ist mit einer Länge von 95,4 km (vom „Grünen Pütz“ im Rosenthal zwischen Nettersheim und Urft bis zur Kölner Stadtmauer) das größte archäologische Baudenkmal nördlich der Alpen und das zweitlängste Aquädukt weltweit. |
|                   | Aldeburg(von lateinisch „altus“ – hochgelegen), auch Keltenring genannt, eine Ringwallanlage, deren Entstehungszeit noch ungeklärt ist. Die ehemalige Fliehburg hat die Form einer (nach Süden zugespitzten) Ellipse. Die große Halbachse (in NNO-SSW-Richtung) beträgt ca. 55 m, die kleine Halbachse ca. 33 m, das Areal misst demnach ca. 0,6 ha. Die Anlage liegt in einem Buchenwald südwestlich der Kitzburger Mühle (ca. 450 m von ihr entfernt). |
|                   | Rheindorfer Burgmittelalterliche Burganlage aus dem Jahre 1140, am nördlichen Ortsrand von Walberberg. 1925 gründete der Dominikanerorden nach Kauf und Umbau der Burganlage dort das Dominikanerkloster St. Albert, das bis 1975 Sitz der Philosophisch-Theologischen Hochschule der Dominikaner in Deutschland war. Während des Krieges war das Kloster von der deutschen Wehrmacht beschlagnahmt und als Lazarett genutzt worden. Nach Beschluss des Provinz-Kapitels der Dominikaner vom Oktober 2004 wurde das Kloster Ende 2007 aufgegeben. Am 25. November 2007 feierten die Walberberger Dominikaner zusammen mit dem Provinzial P. Hans-Albert Gunk und Brüdern aus allen Niederlassungen der Dominikanerprovinz Teutonia und unter Beteiligung von vielen Gläubigen in der Klosterkirche den letzten Gottesdienst. Mit Schreiben vom 31. Dezember 2007 hat der höchste Obere der Dominikaner, der Ordensmeister Carlos Azpiroz Costa, gemäß den Satzungen der Dominikaner das Kloster ordens- und kirchenrechtlich aufgehoben. Zum 1. März 2008 wurde der Klosterkomplex an eine private Unternehmensgruppe verkauft, die Einrichtungen im Bereich betreutes Wohnen, Pflege, Hotel und Gastronomie betreibt. |
| Luftaufnahme 2014 | Kitzburgam südlichen Ortsrand von Walberberg gelegen, Herrensitz (18. Jahrhundert) auf mittelalterlichen Grundmauern (13. Jahrhundert), ehemalige Wasserburg (15. Jahrhundert), heute im Besitz der Familie von Canstein. |

## Bildung

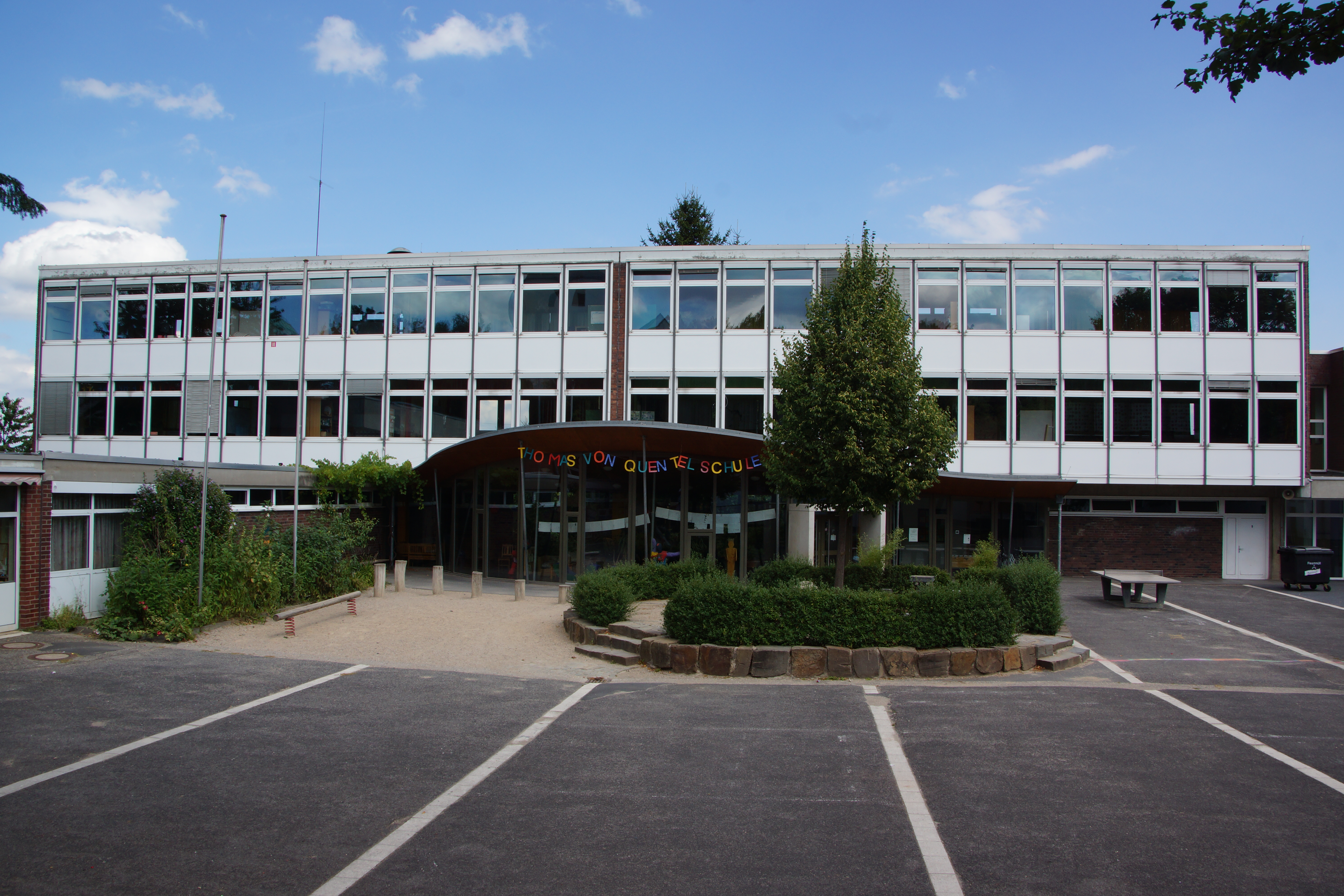
Thomas-von-Quentel-Schule

- Thomas-von-Quentel-Schule, Grundschule in Walberberg

- Jugendakademie Walberberg
In den 1960er Jahren (erster Bauabschnitt 1964–1967 von Felix Stalder und Harald Schmuck) von der Dominikanischen Frauengemeinschaft gegründet. Dort besuchen Jugendliche und junge Erwachsene die Angebote der Jugendakademie Walberberg. Die Akademie liegt an einem Wiesenhang oberhalb von Walberberg. Sie besteht aus mehreren, als Einheit konzipierten Bauteilen, die sich um ein dreigeschossiges Hauptgebäude gruppieren, darunter aus abgetreppten Wohntrakten. Es handelt sich um eine rechteckige Stahlbetonskelettkonstruktion.[8]

- Walberberger Museumsstube
Das Walberberger Heimatmuseum im „Haus im Garten“ der katholischen Pfarrgemeinde St. Walburga wird vom Förderkreis Historisches Walberberg eV betrieben. Es vermittelt mit seiner archäologischen Sammlung und den interessanten Exponaten einen anschaulichen Einblick in die frühe Geschichte von Walberberg, von der Steinzeit bis zur Neuzeit.[9]

## Vereine
In Walberberg sind zahlreiche Vereine ansässig. Fußball sowie Tischtennis, Wandern, Gymnastik oder Yoga werden im breitensportlichen SSV Walberberg 1930 angeboten. Dem Sportschießen widmet sich neben der Schützenbruderschaft Walberberg 1910 auch die Kyffhäuser-Kameradschaft Walberberg 1872. Kulturelle Bedeutung haben darüber hinaus der Männergesangverein der Chorvereinigung Walberberg 1847/1924 sowie der Junggesellenverein Freundschaftsbund 1898 Walberberg. Der Förderkreis Historisches Walberberg widmet sich wiederum dem Erhalt des kulturellen und architektonischen Vermächtnisses des Ortes. Ferner besteht seit 1963 in Walberberg ein eigener Stamm der Deutschen Pfadfinderschaft.

## Verkehr
Über eine eigene Auf- und Ausfahrt auf die A 553 hat Walberberg unmittelbaren Anschluss an das bundesweite Autobahnnetz. Außerdem verläuft durch den Ort die L 183, die Brühl mit Bornheim verbindet. Ebenfalls erreichbar ist Walberberg über den öffentlichen Personennahverkehr.

### Straßenbahn
Walberberg ist mit der Straßenbahn über die beiden Haltepunkte Walberberg und Schwadorf der Vorgebirgsbahnlinie der HGK erreichbar, die von den beiden Verkehrsbetrieben KVB und SWB angefahren werden.
| Linie | Verlauf | Takt   |
| ----- | --- | ------ |
| 18    | Thielenbruch – Dellbrück – Holweide – Buchheim – U Bf Mülheim – U Mülheim Wiener Platz – Zoo/Flora – U Reichenspergerplatz – U Ebertplatz – U Breslauer Platz/Hbf – U Dom/Hbf – U Appellhofplatz (Breite Straße) – U Neumarkt – Barbarossaplatz – Eifelwall – Klettenberg – Efferen – Hürth-Hermülheim – Fischenich – Brühl-Vochem – Brühl Mitte – Badorf – Schwadorf – Walberberg – Merten – Waldorf – Dersdorf – Bornheim – Roisdorf West – Alfter – Dransdorf – Bonn West – Bonn Hbf | 20 min |

### Busverkehr
Durch Walberberg verkehrt eine Buslinie des RVK. Sie steuert innerhalb des Ortes die Haltestellen Walberberg Stadtbahn, Pater-Bertram-Platz, Walberberg Ort, Schützenstraße, Hanrathstraße, Walberberg Jugendakademie, Walberberg Sportplatz, Irlenpütz, Buschgasse und Flammgasse an und verbindet Walberberg auch mit den nicht an der Vorgebirgsbahn liegenden Bornheimer Stadtteilen Hemmerich und Rösberg. Ein Anrufsammeltaxi ergänzt den Linienbetrieb über weitere Haltestellen.
| Linie | Betreiber | Verlauf                                                               |
| ----- | --------- | --------------------------------------------------------------------- |
| 745   | RVK       | Bornheimer Berghüpfer: Waldorf – Merten – Walberberg – Jugendakademie |
| 790   | RVK       | AST-Verkehr: Anrufsammeltaxi Bornheim                                 |

## Sonstiges
Im Ort wurde teilweise die vierte Staffel der Fernsehserie Stromberg (ProSieben) gedreht. Er diente als Kulisse für das fiktive Finsdorf. Das fiktive Versicherungsbüro des Protagonisten Bernd Stromberg war dabei in der Walberberger Hauptstraße angesiedelt. Auch für die Krimireihe Mord mit Aussicht (ARD) wurde auf das dortige dörfliche Flair zurückgegriffen.